# Jan van Hoof
Jan Jozef Lambert van Hoof (Nijmegen, 7 augustus 1922 - Nijmegen, 19 september 1944) was een Nederlandse verzetsstrijder tijdens de Tweede Wereldoorlog.
Voor de Tweede Wereldoorlog was Van Hoof Verkenner, hij was aanwezig op de Wereldjamboree in 1937 in Vogelenzang. Toen in 1940 de Duitse bezetter Nijmegen innam, studeerde hij aan de Katholieke Universiteit Nijmegen. Hij kwam vervolgens terecht in het studentenverzet. Tijdens de oorlog bleef hij lid van de verkennerij (Scouting), ook toen dat na 2 april 1941 illegaal geworden was. Na de Tweede Wereldoorlog is het Erekruis van de 'Nederlandse Padvindersraad' omgedoopt tot het Jan van Hoof-kruis.

## Operatie Market Garden
Op 10 september 1944 namen de geallieerden het besluit om vanaf de Belgisch-Nederlandse grens via een smalle corridor snel door te stoten naar Arnhem om zo langs de Siegfriedlinie te trekken en ten noorden van de grote rivieren Duitsland binnen te vallen via het belangrijke Ruhrgebied. De corridor liep via de plaatsen Eindhoven, Sint Oedenrode, Veghel, Uden, Grave en Nijmegen naar Arnhem. Binnen de corridor diende een aantal bruggen te worden veroverd en verdedigd. De geallieerden hoopten door deze Operatie Market Garden het einde van de oorlog te bespoedigen. De uitvoering begon op zondag 17 september. De laatste van deze bruggen, de brug bij Arnhem, bleek uiteindelijk een brug te ver.

## Jan van Hoof tijdens operatie Market Garden

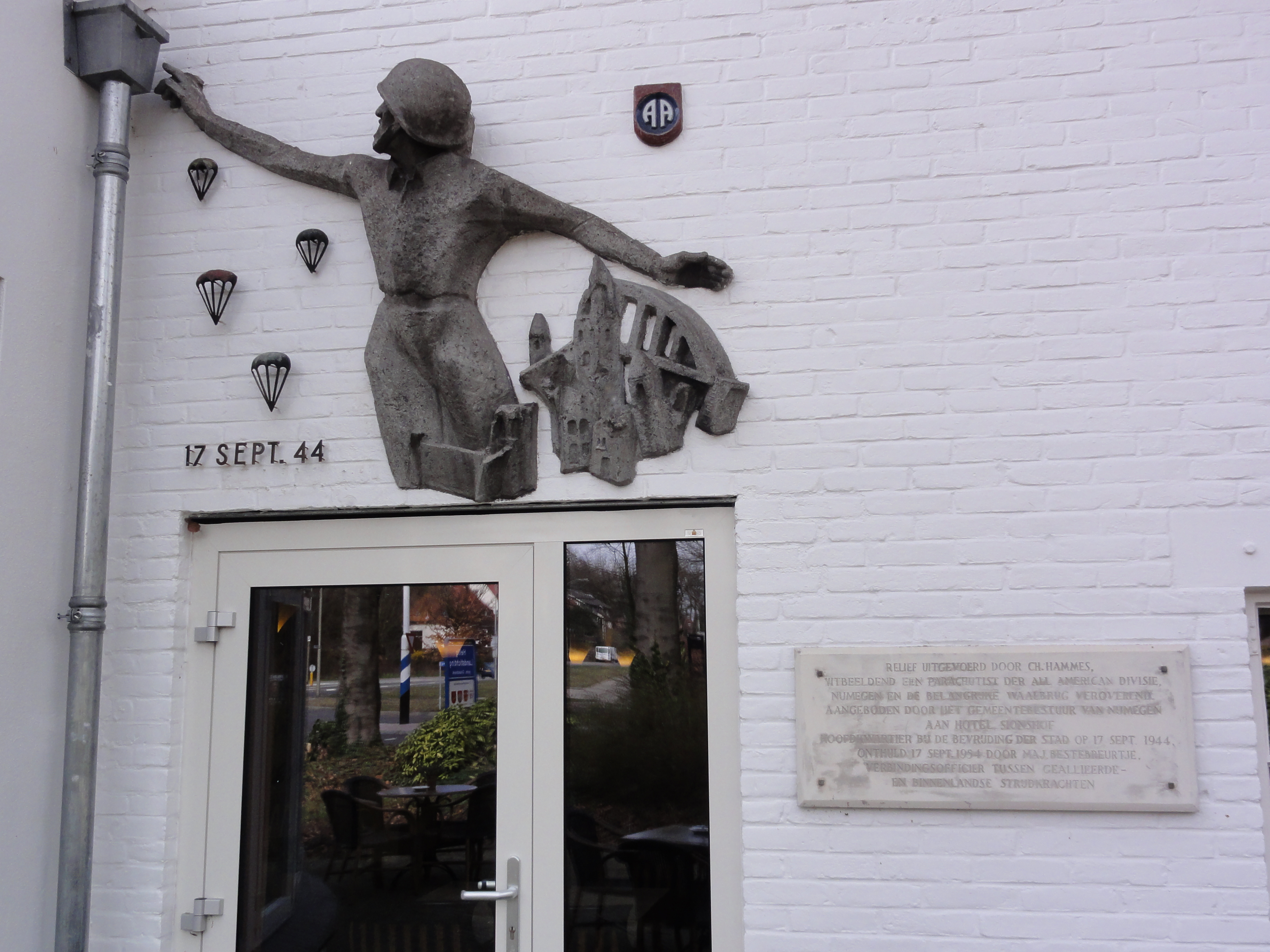
Gedenkteken 17 september 1944 op gevel Hotel Sionshof

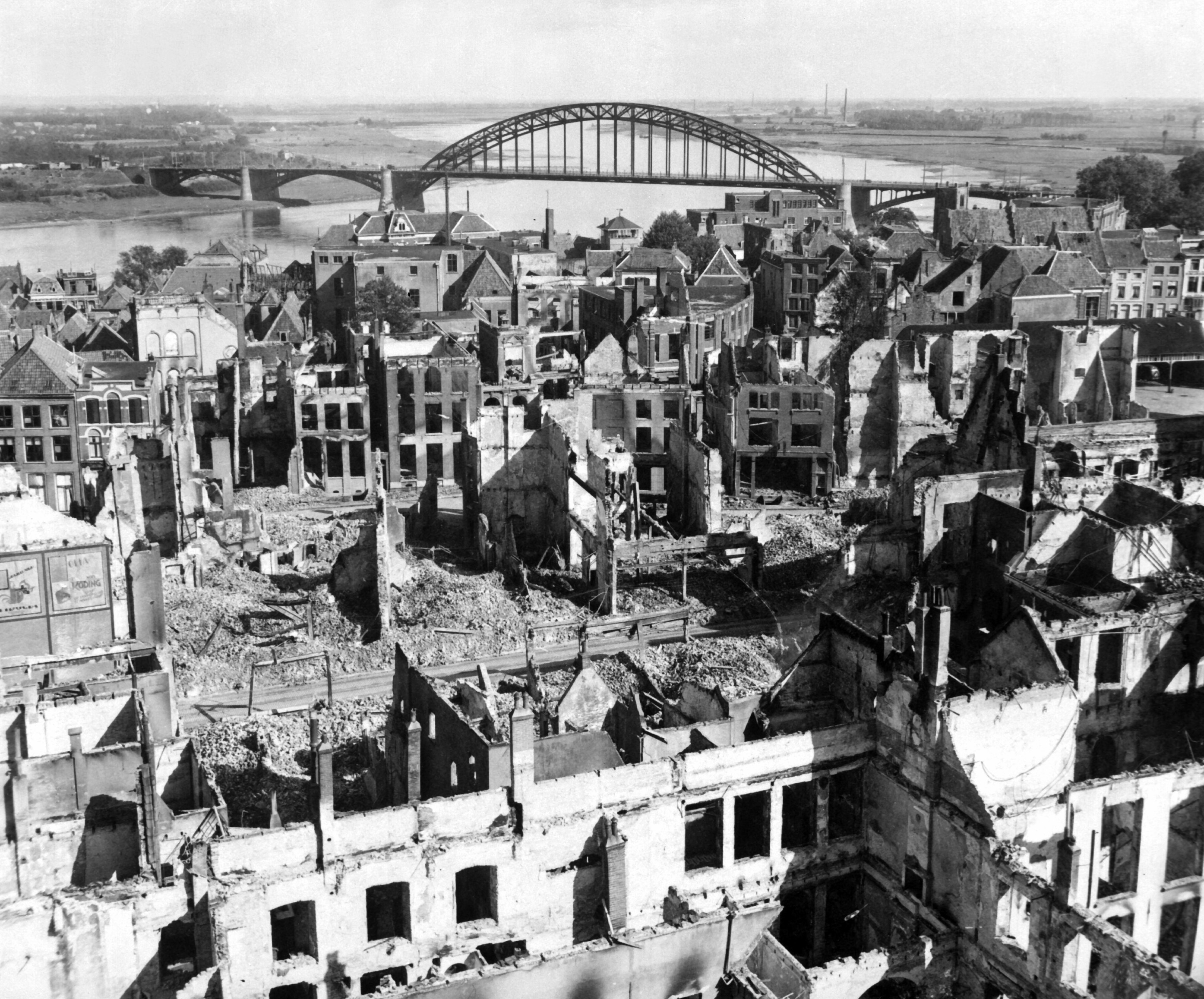
Overzicht van Nijmegen met de Waalbrug op 28 september 1944 na Duitse en geallieerde bombardementen en beschietingen

Als lid van de Geheime Dienst Nederland verzamelde Jan van Hoof maandenlang informatie over onder andere de aangebrachte explosieven bij de Waalbrug en de spoorbrug in Nijmegen. Er is geen hard bewijs, doch men gaat ervan uit dat Van Hoof op 18 september explosieven onschadelijk maakte die aan de Waalbrug waren aangebracht door de Duitsers. Volgens het rapport, uitgebracht in 1951 door een commissie, ingesteld door het Ministerie van Oorlog, was een deel van de springladingen nog intact toen de Britten de brug innamen. Niettemin gaf men Van Hoof het voordeel van de twijfel, omdat de Duitsers wel degelijk springladingen hadden hersteld na sabotage, echter hij kan volgens het oordeel van deze commissie niet als redder van de brug worden aangemerkt. Tevens vermoedde de commissie dat de Duitsers de brug niet wilden vernielen, omdat ze deze nodig hadden voor een eventueel tegenoffensief.

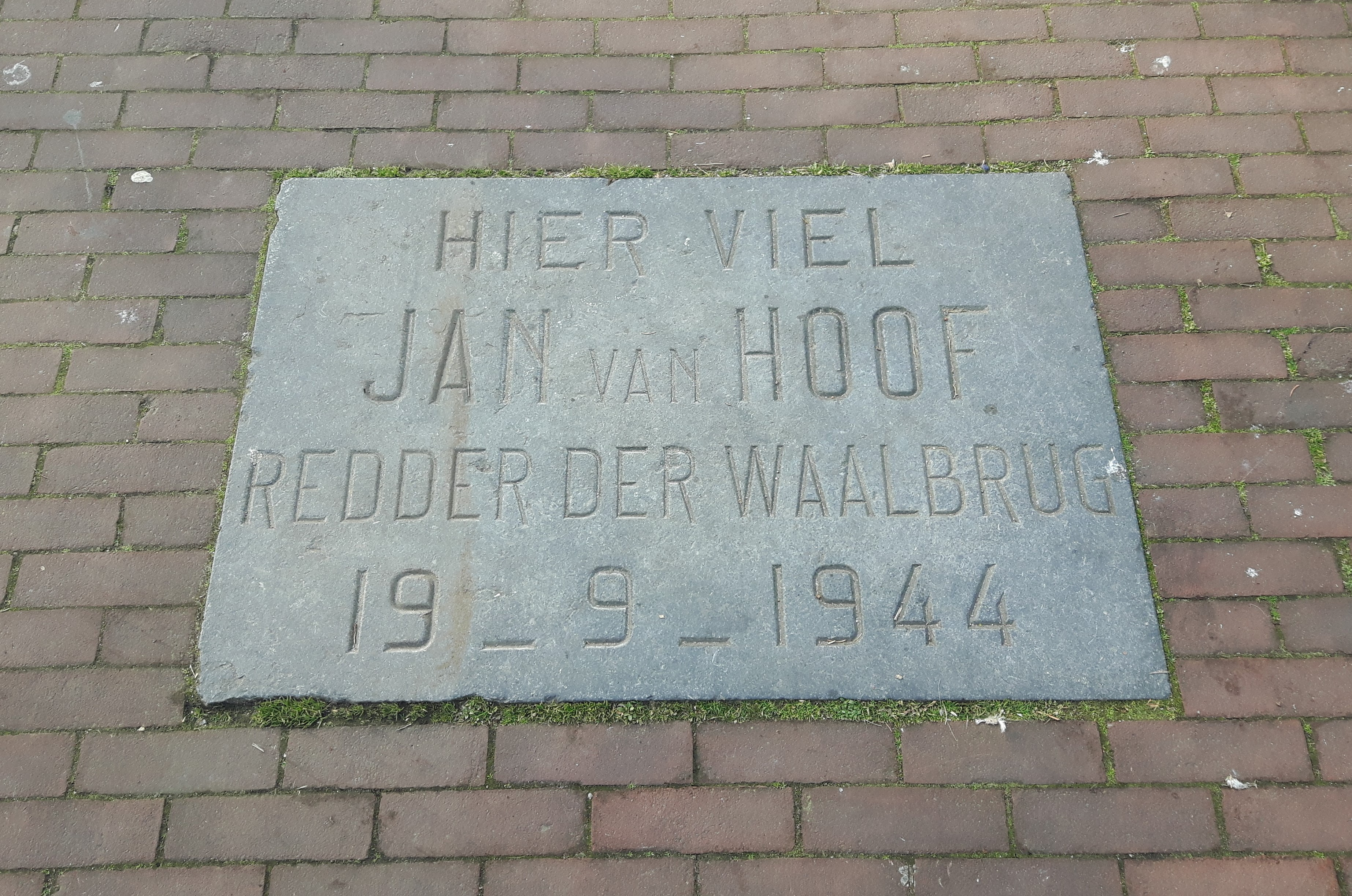
Herdenkingssteen op het Joris Ivensplein, Nijmegen

Op 19 september gaf Van Hoof enkele tekeningen af van Duitse versterkingen rond de Waalbrug bij hotel Sionshof nabij de Heilig Landstichting. Het hotel fungeerde als een verzamelpunt voor geallieerde militairen en oorlogsverslaggevers. Vanaf hotel Sionshof vertrok hij die middag om een verkenningswagen van de Royal Engineers door de Nijmeegse binnenstad te loodsen. Op de Nieuwe Markt (vlak bij de spoorbrug) werd de Humber scoutcar met daarin Lance-Sergeant W.T. Berry (30 jaar) en Guardsman A. Shaw (23 jaar) in brand geschoten. Jan van Hoof werd van de wagen geslingerd. Hij overleefde het voorval, maar werd alsnog opgepakt, mishandeld en ter plaatse om het leven gebracht.
De herdenkingstegel met de tekst "HIER VIEL JAN VAN HOOF REDDER DER WAALBRUG 19-9-1944", die in 1945 in het trottoir van de Lange Hezelstraat hoek Nieuwe Markt werd aangebracht, ligt nu op het Joris Ivensplein.

## Onderzoek
Bij Beschikking van de Minister van Oorlog van 8 juni 1949, Geheim Litt. D 112, werd een Commissie ingesteld, welke tot taak had een deskundig en nauwgezet onderzoek in te stellen ter zake van het vraagstuk van de redding van de Waalbrug te Nijmegen in september 1944. Tot leden van deze Commissie werden daarbij benoemd:
Luitenant-Generaal b.d. J.J.G. baron Van Voorst tot Voorst, Adjudant in Buitengewone Dienst van Hare Majesteit de Koningin, tevens Voorzitter,
Reserve-Generaal-Majoor b.d. H. Koot, Kanselier der Nederlandse Orden, en
Generaal-Majoor tit. b.d. D.A. Van Hilten, Hoofd van de Krijgsgeschiedkundige Afdeling van de Generale Staf.
Bij Beschikking van de Minister van Oorlog van 17 Mei 1950, D.G. Litt. C 111, werd de Commissie uitgebreid met:
Luitenant-Generaal b.d. W.F Sillevis en
Generaal-Majoor b.d. J. Zwart.
De twee voornaamste conclusies uit het rapport d.d. 21 november 1951 luiden:
"7. De Commissie is dan ook op grond van de door haar vastgestelde feiten, zomede van de logische reconstructie van de mogelijke handelingen van JAN VAN HOOF overtuigd, dat JAN VAN HOOF met aan zekerheid grenzende waarschijnlijkheid sabotage aan de springlading van de brug heeft gepleegd en dat zulks in de mutatie voor een onderscheiding als zekerheid tot uiting dient te komen." (p. 22)
en
"8. De Duitsers hebben echter de aanslag bemerkt en VAN HOOF's mogelijke daad werd niet gevolgd door het naar de brug doorstoten van de op 18 September voor deze actie aanvankelijk ingezette compagnieën Amerikaanse parachutisten. Derhalve hadden de Duitsers de gelegenheid het tot springen brengen van de brug opnieuw te verzekeren. Ten slotte zijn zij op grond van de ter zake gegeven bevelen op het beslissende ogenblik niet tot vernieling van de brug overgegaan.
Daarom kan JAN VAN HOOF niet worden beschouwd als "de Redder" van de brug. Wel komt hem onvergankelijke eer toe voor hetgeen hij tot behoud van de brug als uitstekende daad van moed, beleid en trouw heeft verricht met inzet van zijn leven." (pp. 22–23)
Bij punt 7 maakte commissielid Van Hilten een voorbehoud. De conclusie dat Jan van Hoof met aan zekerheid grenzende waarschijnlijkheid de sabotage heeft gepleegd, wordt door hem niet onderschreven.

## Postume onderscheidingen
Al voor dit onderzoek was Jan van Hoof postuum onderscheiden: door de Verenigde Staten van Amerika met de Medal of Freedom with Bronze Palm (november 1945), door Nederland met het Nederlandse Ridderkruis 4de Klasse van de Militaire Willems-Orde (9 november 1946) en door Groot-Brittannië met de King's Commendation for Brave Conduct with Silver Laurel (november 1947).

## Graf

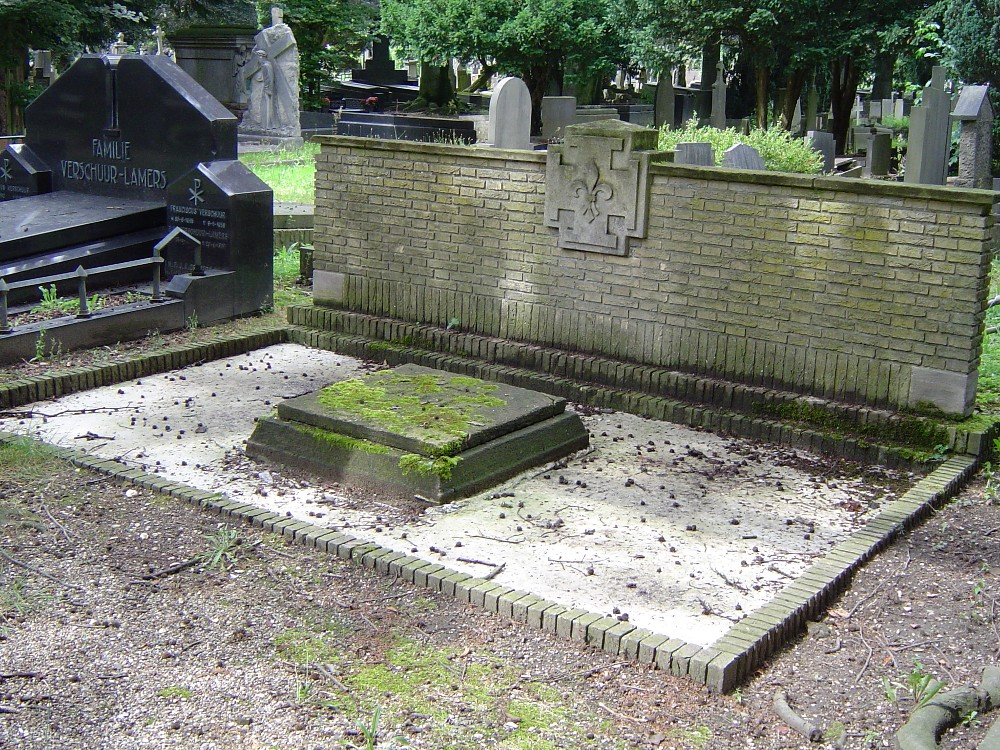
Graf van Jan van Hoof aan de Daalseweg

Aanvankelijk werden Van Hoof, Berry en Shaw begraven aan de rand van het Kronenburgerpark. Pas een paar dagen later werden zij opgegraven en geïdentificeerd. Op 4 augustus 1945 werd Jan van Hoof van de Begraafplaats Rustoord overgebracht naar de Begraafplaats Daalseweg waar nog steeds een monument te vinden is. In 1971 is hij herbegraven op het erehof van de Algemene begraafplaats Vredehof in Nijmegen aan de Weg door Jonkerbos. Op zijn grafsteen stond tot september 2009 als datum van overlijden 22 september 1944. Lance-Sergeant W.T. Berry en Guardsman A. Shaw zijn hemelsbreed op ca. 500 meter afstand begraven, op de Militaire begraafplaats Jonkerbos War Cemetery aan de Burgemeester Daleslaan.

## Plaquette en monument voor Jan van Hoof en zijn medestrijders
Op de Waalbrug werd, ter herinnering aan de heldendaden van Van Hoof door zijn medestrijders, op 18 september 1945 een gedenksteen onthuld. Deze is geplaatst op de pijler aan de Lentse kant van de brug. Deze gedenksteen, van de hand van Jac Maris, is een natuurstenen gedenksteen met een knielende mannenfiguur in reliëf.
In het verzetsmonument op het Keizer Traianusplein, net voor de Waalbrug, worden allen geëerd die met Jan van Hoof in het verzet vielen voor de bevrijding van Nijmegen. Dit Jan van Hoofmonument is gemaakt door beeldhouwer Marius van Beek, die zelf ook verzetsstrijder was en Jan van Hoof persoonlijk had gekend. Dit monument, een bronzen beeld, bestaat uit een rennende mannenfiguur met vlag en werd door minister Beel onthuld op 17 september 1954, tien jaar na de dood van Van Hoof. De vlag verbeeldt de Nederlandse vlag als nationaal symbool van eenheid en verbondenheid. Omdat er te weinig tijd tussen de opdracht (in februari 1954) en oplevering was, werd in eerste instantie een bronskleurig geverfd gipsen afgietsel onthuld. Bij dit monument vindt in Nijmegen de jaarlijkse dodenherdenking op 4 mei plaats.
Tijdens de plechtige onthulling van dit verzetsmonument kwam er een reclamevliegtuig over met de leus Lees liever Libelle, wat bij veel aanwezigen tot ergernis leidde. De hoofdredactie van Libelle en de piloot Martin Schröder (de latere oprichter van Martinair) boden in de Gelderlander van 23 september 1954 voor het voorval hun excuses aan.

## Rol van scouting tijdens de Tweede Wereldoorlog
In 1933 werd in nazi-Duitsland scouting verboden. Na de inval in Nederland probeerde de Duitse bezetter om te komen tot één nationale Nederlandse jeugdbeweging, waarin alle Nederlandse jeugdbewegingen, waaronder de Padvinderij en de nazistische Nationale Jeugdstorm, zich zouden verenigen. Dit werd geweigerd, en daarom werd de Padvinderij, net als in de andere bezette landen, verboden. Veel leden van de Padvinderij bleven echter in het geheim doorgaan. Zo belandden zij als vanzelf in de illegaliteit. Dit gebeurde ook met Jan van Hoof.
Hedendaagse scoutinggroepen in Nijmegen, Gouda en Nieuwegein zijn als eerbetoon naar Jan van Hoof genoemd.